# Achnopogon
Achnopogon é um género botânico pertencente à família Asteraceae.
É composto por 3 espécies descritas, 2 delas aceites. É endêmico da Venezuela.
Trata-se de um género reconhecido pelo sistema de classificação filogenética Angiosperm Phylogeny Website.

## Taxonomia
O género foi descrito por Maguire, Steyerm. & Wurdack e publicado em Memoirs of the New York Botanical Garden 9: 437. 1957. A espécie-tipo é Achnopogon virgatus.

## Espécies
As espécies aceites neste género são:
- Achnopogon steyermarkii Aristeg.
- Achnopogon virgatus Maguire, Steyerm. & Wurdack